# Canistropsis albiflora
Canistropsis albiflora é uma espécie de planta do gênero Canistropsis e da família Bromeliaceae.

## Taxonomia
A espécie foi descrita em 1998 por Elton Martinez Carvalho Leme e Harry E. Luther.
Os seguintes sinônimos já foram catalogados:
- Neoregelia albiflora  L.B.Sm.
- Nidularium lymanioides  E.Pereira & Leme

## Forma de vida
É uma espécie epífita e herbácea.

## Conservação
A espécie faz parte da Lista Vermelha das espécies ameaçadas do estado do Espírito Santo, no sudeste do Brasil.

## Distribuição
A espécie é endêmica do Brasil e encontrada nos estados brasileiros de Bahia e Espírito Santo. A espécie é encontrada no domínio fitogeográfico de Mata Atlântica, em regiões com vegetação de floresta ombrófila pluvial e restinga.